# جون ستيفنز (كاتب)
جون ستيفنز (بالإنجليزية: John Stephens)‏ هو كاتب سيناريو ومنتج تلفزيوني أمريكي، ولد في 1972.

## وصلات خارجية
- جون ستيفنز على موقع IMDb (الإنجليزية)
- جون ستيفنز على موقع قاعدة بيانات الفيلم (الإنجليزية)